# Ерик Харис и Дилън Клиболд
Ерик Харис и Дилън Клиболд са двамата ученици от 12-и клас, които извършват масовото убийство в гимназията Колумбайн, Колорадо, САЩ на 20 април 1999 г. Те убиват 13 души, раняват 24, след което се самоубиват.
След като двамата стават приятели, те прекарват времето си с видеоигри, изпълнени с насилие, които се смятат за една от причините двамата да извършат убийството. Харис създава нива на играта Doom, които по-късно стават известни като нивата на Харис. Той също така създава няколко уеб страници, в които открито говори за омраза. Те също така слагат на тези уеб страници упътвания за експлозиви и бомби. Харис харесва рок групите Рамщайн и Продиджи и проявява интерес към нацизма и дарвинизма.
След масовото убийство от техните домове са конфискувани дневници и филми, направени за самите тях. В дневниците много ясно са описани плановете им за масовото убийство в гимназията.
Харис и Клиболд са били малтретирани в училище и масовото убийство, което са предприели, от тях се считало като акт на отмъщение.

## Предистория

### Ерик Харис
Харис е роден в Уичита, Канзас. Семейството на Харис често се мести, тъй като бащата Уейн Харис, е транспортен пилот на американските военновъздушни сили. Майка му, Катерин Ан Пуул е гувернантка. Семейството се премества от Платсбърг, Ню Йорк, в Литълтън, Колорадо, през юли 1993 г., когато Уейн Харис се пенсионира от военната служба.
Семейство Харис живее в квартири под наем през първите 3 години, в предградията на Литълтън. През това време Ерик се запознава с Дилън Клиболд. През 1996 г. семейство Харис купува къща на юг от гимназията Колумбайн. По-големият брат на Ерик учи в колежа на университета Колорадо Боулдър.

### Дилън Клиболд
Клиболд е роден в Лейкуд, Колорадо, в семейството на Томас и Сюзън Клиболд. Родителите му са пацифисти и ходят на лутеранска църква с децата си. И Дилън и по-големият му брат ходят на кръжок за милопомазване, в съответствие с лутеранската традиция. Както е случаят с по-големия му брат, и Дилън е кръстен на известен поет – драматургa Дилън Томас.
В семейния дом се наблюдават и някои ритуали в съответствие с еврейските корени на дядото по майчина линия.

### Гимназия Колумбайн
В гимназия Колумбайн, Харис и Клиболд са активни в училищните мероприятия, правят видеопродукции и са компютърни асистенти, които поддържат компютърния сървър на училището.
Според ранните сведения за стрелбата, Харис и Клиболд са били много затворени ученици и цели на тормоз. Докато източниците поддържат профили на тормозени, от други се съобщава, че са неверни.
Харис и Клиболд са били членове на група, наречена Trenchcoat Mafia, въпреки че всъщност нямат връзка с групата и са само в групова снимка с дрехи като на Trenchcoat в годишника на гимназията за 1998 г. Бащата на Харис заявява, че синът му е „член на това, което наричат Trenchcoat Mafia“, в обаждане, което прави на 20 април 1999 г. Клиболд присъства на курс, три дни преди стрелбата, със съученик на име Робин Андерсън.
Харис и Клиболд свързват персоналните си компютри в мрежата и двамата играят много игри по интернет. Харис създава набор от нива за играта Doom, известни като „нивата на Харис“. Харис има уеб присъствие под никнейма REB (кратко за Rebel, прякора на спортни отбори на Колумбайн) и други киберпсевдоними, включително Rebldomakr, Rebdoomer и Rebdomine, докато Клиболд ползва никовете VoDKa и VoDkA. Харис има различни уебсайтове, в които се намират файлове за Doom и Quake, както и информация за тези, с които играе онлайн. Сайтовете открито проявяват омраза към хора в техния квартал и към света като цяло. Когато двамата започват да експериментират с тръбни бомби, те публикуват резултатите от експлозиите на уебсайтовете. Уебсайтът е закрит от America Online след масовото убийство и е запазен от ФБР.

### Нарушаване на закона
Двете момчета се забъркват с полицията, след като влизат в заключен ван, за да крадат компютри. През януари 1998 г. те са обвинени в повреда, разбиване и влизане, прегрешение и кражба. И двамата оставят добри впечатления на непълнолетни, които се съгласяват да присъстват на изправителна програма, включваща обществена служба, психиатрично лечение и спазване на закона. Харис трябва да присъства на сбирки за управление на гнева, където отново прави благоприятно впечатление. Те се държали толкова добре, че техният служител по пробация ги освобождава от програмата няколко месеца по-рано от датата на изтичане на срока. От Харис е отбелязано, че той е „много ярък индивид, който е вероятно да успее в живота“, докато за Клиболд е казано, че е интелигентен, но „трябва да разбере, че упоритата работа е част от изпълнението на мечтите“. На 30 април Харис предава първата версия на писмото за извинение, което пише на собственика на вана, което той завършва през следващия месец. В писмото Харис изразява съжаление за действията си, но в дневника му от 12 април той пише: „Не трябва ли Америка да бъде земята на свободните? Как, ако съм свободен, не мога да отнема на някакъв шибан глупак нещата му, ако ги оставя да седят на предната седалка на шибания си микробус, където се виждат в средата на никъде на нощта? Естествен подбор. Шибанякът трябва да бъде гръмнат.“

### Hitmen for Hire
През декември 1998 г. Харис и Клиболд правят Hitmen for Hire – видео за училищен проект, в който се заклеват, крещейки на камерата насилнически изявления. И двамата показват теми на насилие в творческите си проекти за училище, на история, вдъхновена от Doom, написана от Харис на 17 януари 1999 г., учителят на Харис казва: „Вашият подход е уникален, а вашето писане по ужасен начин – добри детайли и лоша настройка на настроението“.

## Масовото убийство
На 20 април 1999 г., докато пуши цигара в началото на обедната почивка, Брукс Браун вижда, че Харис пристига в училище. Браун прекъсва приятелството си с Харис година по-рано, защото Харис хвърля парче лед върху предното стъкло на колата му. Браун обаче се е помирил с Харис, непосредствено преди стрелбата. Браун пита Харис защо не е дошъл сутринта на училище, тъй като Харис винаги е бил сериозен в училище и идвал навреме. По думите му, Харис казва: „Вече няма значение“ и „Брукс, сега те харесвам. Махни се оттук. Прибирай се.“ В 11:19 ч. той чува първите изстрели, след като се е отдалечил от училището и информира полицията, чрез мобилния телефон на съсед.
По това време, Дилън Клиболд вече е пристигнал в гимназията с отделна кола и двете момчета оставят два сака за фитнес, всеки от който съдържа 20-литрова пропанна бомба в училищното кафене. Когато тези устройства не успяват да се взривят, Харис и Клиболд започват стрелба срещу съучениците си. Това е най-смъртоносната атака, извършена някога в американска гимназия, до масовото убийство в гимназията Стоунман Дъглас на 14 февруари 2018 г. в . Харис е отговорен за 8 от 13-те потвърдени смъртни случая (Рейчъл Скот, Даниел Рорбу, учител, идентифициран като Дейв Сандърс, Стив Кърноу, Кейси Бърнал, Исая Шоелс, Кели Флеминг и Даниел Маузер). Останалите пет (Кайл Веласкес, Матю Кечтър, Лорън Таунсенд, Джон Томлин и Кори ДеПоутер), са застреляни от Клиболд. Има 24 ранени, много в критично състояние.

### Самоубийство
В 12:02 ч., Харис и Клиболд се завръщат в библиотеката. Това става 20 минути след края на стрелбата, при която са убити 12 ученици. 10 от жертвите им са убити в библиотеката. Харис и Клиболд отиват до западните прозорци и откриват огън по полицията навън. Шест минути по-късно тръгват към лавиците, близо до една маса, където Патрик Айърланд лежи тежко ранен и в безсъзнание. Ученичката Лиса Круц, ранена в началото на стрелбата, също е в библиотеката, но не може да се движи.
В 12:08 ч., учителката по изобразително изкуство Пати Нийлсън, която се е заключила в стая за отдих с ученика Брайън Андерсън и библиотечния персонал, чува Харис и Клиболд да извикват в унисон: „Едно! Две! Три!“, непосредствено последвано от гърмежи. Харис се самоубива с пушката си през устата, а Клиболд се застрелва в лявото слепоочие с полуавтоматичния пистолет TEC-9.

### Придобиване на оръжие
Тъй като Харис и Клиболд са непълнолетни по това време, Робин Андерсън (с когото Клиболд е на курс три дни преди стрелбата), 18-годишен ученик от Колумбайн и стар приятел на Клиболд, закупува две пушки и Hi-Point карабина за тях. В замяна на сътрудничеството си в разследването след стрелбата, не са повдигнати обвинения срещу Андерсън. След нелегалното придобиване на оръжията, Клиболд орязва пушката си с двурезна Savage 311-D 12 и скъсява общата дължина до 0,58 м, престъпление по силата на Националния закон за огнестрелните оръжия, а пушката на Харис, е орязана на около 0,66 м.
Стрелците също притежават полуавтоматичен пистолет TEC-DC9, който има дълга история. Производителят на TEC-DC9 го продава първо на базираната в Маями Navegar Incorporated. След това на Sporting Goods в Балдуин, Илинойс през 1994 г. По-късно пистолетът се продава в Торнтън, Колорадо, при търговеца на оръжие Лари Ръсел. В нарушение на федералния закон, Ръсел не успява да води отчет за продажбата, но той решава, че купувачът на оръжието е на 21-годишна възраст. Той не може да идентифицира снимките на Клиболд, Андерсън или Харис, показани му от полицията. Двама мъже, Марк Манес и Филип Дуран, са осъдени за доставката на оръжие до двамата.
Използваните от двамата бомби варират и са направени грубо от бутилки с въглероден диоксид, галванизирана тръба и бутилки от метален пропан. Бомбите са подправени с кибрит, поставен в единия край. Когато поставят бомбата, кибритът ще запали предпазителя. През уикенда преди стрелбата Харис и Клиболд закупуват бутилки с пропан и други консумативи от хардуерния магазин за няколкостотин долара. Няколко жители от района твърдят, че са чули стъкло, което се чупи и бръмчащи звуци от гаража на семейство Харис, за който по-късно е заключено, че там са правени тръбни бомби. Двете момчета закупуват още 6 бутилки с пропан в сутринта на атаката.
По-сложни бомби, като тази на ъгъла на булевард Южен Уодсуърт и булевард Кен Карил, имат таймери. Двете най-големи бомби са открити в училищното кафене и са направени от малки бутилки за пропан. Само една от тези бомби избухва, но само частично. Смята се, че ако някоя от бомбите, поставени в кафенето, се бе детонирала правилно, взривът би могъл да причини големи структурни щети на училището и да доведе до стотици жертви.

## Последици
Имаше противоречия относно това дали извършителите трябва да бъдат написани на мемориала. Някои се противопоставят, заявявайки, че това прославя убийците, докато други твърдят, че извършителите са също жертви. На върха на хълма, близо до Колумбайнската гимназия, кръстовете са издигнати за Харис и Клиболд, заедно с тези за хората, които са убили, но бащата на Даниел Рорбу ги премахва, казвайки, че убийците не бива да се почитат на същото място като жертвите.

### Мотивация
Харис и Клиболд пишат много за това как ще извършат клането, но по-малко защо. Лист, намиращ се в спалнята на Харис, съдържа почти всеки детайл, който момчетата планират да направят след 5:00 ч. сутринта на 20 април 1999 г. В записките, двамата често пишат за събития като бомбата в Оклахома Сити, обсадата на Уейкоу, войната във Виетнам и други подобни събития, включително размирици и бележки за това как искат да „преодолеят“ тези събития, съсредоточавайки се особено върху това, което Тимъти Маквей извършва в Оклахома Сити. Споменават как биха искали да оставят трайно впечатление на света с този вид насилие.
Голяма част от спекулациите са за избраната за убийствата дата. Първоначалната предвидена дата на атаката може да е 19 април – Харис изисква повече боеприпаси от Марк Манес, който не ги доставя до вечерта на 19 април.
Харис и Клиболд са запалени фенове на KMFDM, индъстриъл група, с многоинструменталиста Саша Конецко. Разкрито е, че текстовете на песни на KMFDM (Son of a Gun, Stray Bullet, Waste) са публикувани на уебсайта на Харис и че датата 20 април е съвпаднала както с дата на пускане на албума Adios, така и с рождения ден на Адолф Хитлер. Харис отбелязва съвпадението на заглавието на албума и датата на пускане в неговия дневник.
Медиите бързат да направят видимата връзка между клането и нацизма. В отговор Конецко излиза с изявление:
„На първо място, KMFDM биха искали да изразят дълбокото и сърдечно съчувствие към родителите, семействата и приятелите на убитите и ранените деца в Литълтън. Ние сме отвратени и ужасени, както и останалата част от нацията, от това, което се случи в Колорадо вчера.“
KMFDM са форма на изкуство, а не политическа партия. От самото начало нашата музика е изказване срещу войната, потисничеството, фашизма и насилието срещу другите. Въпреки че някои от бившите членове на групата са германци, както се съобщава в медиите, никой от нас не следва никакви нацистки вярвания."
Нападението се случва на рождения ден на Хитлер, което води до спекулации в медиите. Някои хора, като Робин Андерсън, които познават извършителите, заявяват, че двамата не са обсебени от нацизма, нито по никакъв начин не се покланят или не възхищават на Хитлер. Андерсън заявява в ретроспекция, че има много неща, които двамата не са казвали на приятели. Дейв Кълън, автор на книгата Columbine от 2009 г., цитира доказателства, че Харис е почитал нацистите. Той често ги хвали в дневника си и някои от приятелите му се дразнят от честите му нацистки поздрави и цитати, водещи до стрелбата. В определен момент Харис осъзнава, че трябва да намали това поведение, за да не разкрие плановете си. Той коментира в дневника си колко трудно е да изчака до април, за да изрази цялата си омраза към човешката раса. Харис споменава възхищението си от това, което си е представял като естествен подбор, и пише, че би искал да постави всички в играта Doom и да се увери, че слабият ще умре, а силният живее. В деня на убийствата, Харис носи бяла тениска с думите „Естествен подбор“, отпечатани в черно.

### Малтретиране
Един от последните записи в дневника на Харис гласи: "Мразя ви хора, че ме оставяте настрана от толкова много забавни неща, и не казвайте ... „Това е твоя вина“, защото не е така, вие имахте телефонния ми номер, и аз попитах всички, но не, не не не позволявайте на странно изглеждащия Ерик да дойде при нас."
Дилън Клиболд казва на „Записите от мазето“: „Говорите ни глупости години наред, вие ще си платите за всички глупости! Не ни пука, защото ще умрем докато го правим“.
Различни родители и служители на училището описват тормоза в училището като „безпощаден“. Нейтън Вандера, приятел на Клиболд, и Алиса Оуен, научен партньор на Харис от 8-и клас, съобщават, че Харис и Клиболд са постоянно на подбив. Вандера отбелязва, че е била хвърлена „чаша с фекалии“ по тях. „Учениците ги обграждаха в двора и пръскаха с пакетчета кетчуп навсякъде, като се смееха на тях и ги наричаха педерасти“, казва Брукс Браун. „Това се случи, докато учителите гледаха. Не можеха да се защитят. Стояха с кетчупа цял ден и така се прибраха вкъщи.“ В книгата си No Easy Answers: The Truth Behind the Death в Columbine, Браун пише, че Харис е роден с лека вдлъбнатина на гърдите. Това го кара да не иска да си свали ризата в съблекалнята на фитнеса, където други ученици ще му се смеят.

### Психологически анализ
Доклад предполага, че Харис е психопат, а Клиболд е силно депресиран и следователно, че Харис е повлиян от садизъм, докато Клиболд от отмъщение. Макар че ранните медийни доклади приписват стрелбата на желание за отмъщение от страна на Харис и Клиболд заради тормоза върху тях, последващият психологически анализ показва, че Харис и Клиболд са имали сериозни психологически проблеми. Според наблюдателния специален агент Дуейн Фюселиер, водещ изследовател на ФБР и клиничен психолог, Харис демонстрира модел на грандиозност, презрение и липса на съпричастност или разкаяние, отличителни черти на психопати, които Харис прикрива. Други водещи психиатри са съгласни, че Харис е психопат.

### Реакция на Сюзън Клиболд
Сюзън Клиболд, майката на Дилън, за пръв път публично говори за стрелбата в гимназия Колумбайн в есе, публикувано през октомври 2009 г. в списание O: The Oprah Magazine. Клиболд пише: „За останалата част от живота ми ще бъда преследвана от ужаса и мъката, която Дилън е причинил“, и „Дилън промени всичко, в което вярвах, за Бога, за семейството и за любовта“. Като заявява, че е нямала представа за намеренията на сина си: „След като видях дневниците му, ми стана ясно, че Дилън отива в училище с намерението да умре там.“ В книгата на Андрю Соломон от 2012 г. Far from the Tree тя признава, че в деня на убийствата, когато разбрала, че Дилън е един от стрелците, тя се е молела той да се самоубие. „Имах внезапна визия за това, което може да направи. И така, докато всяка друга майка в Литълтън се е молила детето ѝ да е в безопасност, аз трябваше да се моля детето ми да умре, преди да нарани някой друг“.
През февруари 2016 г. Клиболд публикува мемоари, озаглавени A Mother's Reckoning, за преживяванията ѝ преди и след клането. Получава много благоприятни отзиви, включително от прегледа на книгата от „Ню Йорк Таймс“. Тя достига своя връх от #2 в списъка на бестселърите на „Ню Йорк Таймс“.
На 2 февруари 2017 г. Клиболд публикува TED Talk, озаглавен „Синът ми беше стрелец от Колумбайн. Това е моята история“. До 4 февруари той има 286 хил. гледания. Сайтът посочва заниманието на Клиболд като „активист“ и заявява: „Сю Клиболд стана страстен активист, който работи за повишаване на информираността и намесата в психичното здраве“.

### Съдебни дела срещу техните семейства
През април 2001 г. семействата на повече от 30 засегнати са получили кръвнина в размер от $2 538 000 от семействата на извършителите. Харис и Клиболд са допринесли с $1 568 000 от собствените си полици за жилища. На Харис и Клиболд е наредено да гарантират допълнителни $32 000 срещу наличните бъдещи искове. Едно семейство подава съдебен иск срещу тях от 250 милиона долара и не е приело условията от 2001 г. Съдия нарежда семейството да приеме споразумение от $366 000 през юни 2003 г. През август 2003 г. семействата на още пет жертви получават неразкрити суми от Харис и Клиболд.